# Santa Maria Capua Vetere
Para la historia de la antigua Capua, véase Capua. 
Santa Maria Capua Vetere es una ciudad y un municipio italiano de 33.713 habitantes de la provincia de Caserta, parte de la región de Campania (Italia meridional).
Dentro de su término municipal se encuentran la mayor parte de las ruinas de la antigua ciudad de Capua, como su grande anfiteatro de época romana, entre otros restos arqueológicos.

## Historia

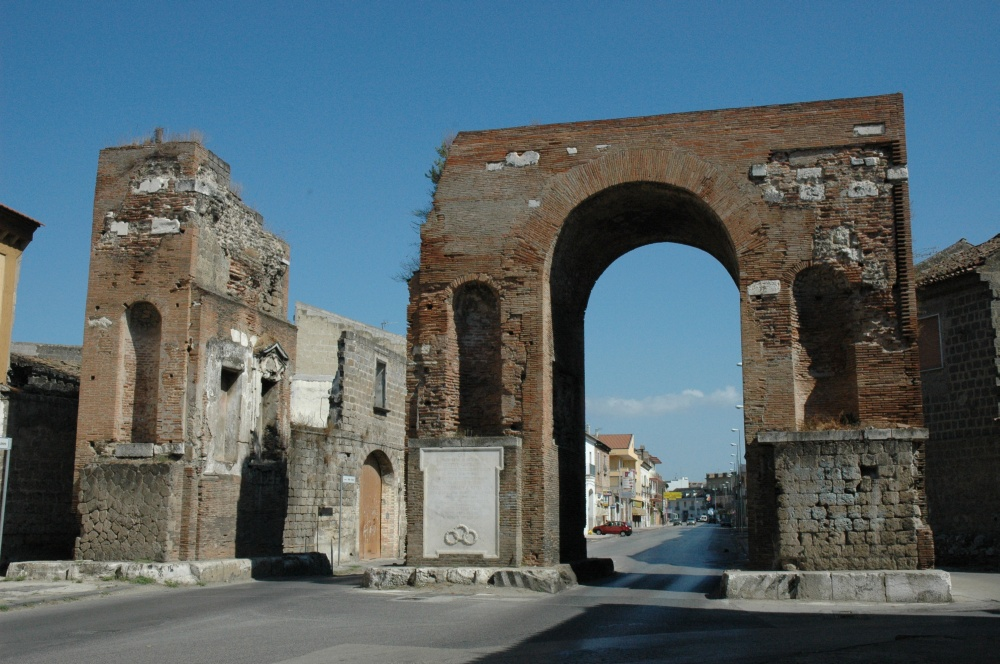
El arco de Adriano en Santa Maria Capua Vetere.

En esta zona hubo varios asentamientos de la cultura vilanoviana en tiempos prehistóricos, y estos probablemente se vieron ampliados por los oscos y los etruscos. En el siglo IV a. C. surgió aquí la Capuae de la Antigüedad, siendo posiblemente entonces la ciudad más grande de la  Italia romana después de Roma. Altera Roma, la otra Roma: así la llamó Cicerón en el siglo I a. C.
Su lujo se hizo proverbial, y se hablaba de Campania especialmente como casa de combates de gladiadores. De las escuelas de gladiadores de Capua provenían Espartaco y sus seguidores en el año 73 a. C. Julio César, en calidad de cónsul, en el año 59 a. C., consiguió establecer en el entonces municipio romano de Capua una colonia denominada Julia Felix, relacionada con su ley agraria, e integrada por 20.000 soldados de sus legiones.
La ciudad resultó dañada por las razias vándalas pero más tarde se recuperó y se convirtió en la sede de un principado lombardo independiente. Sin embargo, durante la lucha por la sucesión al Ducado de Benevento, fue destruida por una banda de sarracenos en el año 841. Los supervivientes, en su mayoría, huyeron, y fundaron la moderna Capua en el lugar donde estaba el antiguo puerto de río de Casilinum. 
Lo que hoy es Santa Maria Capua Vetere comenzó a crecer lentamente cuando varias residencias de campo aparecieron alrededor de las basílicas paleocristianas de Santa Maria Maggiore, San Pietro in Corpo y Sant'Erasmo in Capitolio. El rey Roberto de Anjou hizo de Santa Maria Maggiore una de sus residencias de verano.
La ciudad era conocida como Santa Maria Maggiore hasta 1861.

## Demografía
| Gráfica de evolución demográfica de Santa Maria Capua Vetere entre 1861 y 2001 |
|                                                                                |
| Fuente ISTAT - elaboración gráfica de Wikipedia                                |

## Lugares de interés
En la Capua antigua destacan:
- El anfiteatro Campano o anfiteatro Capuano, anfiteatro romano segundo en dimensiones sólo al Coliseo, al cual probablemente sirvió de modelo siendo, posiblemente, el primer anfiteatro del mundo romano.
- Mitreo descubierto en el año 1922, bien conservado. Sobre una pared es posible ver aún un fresco datado en el siglo II, representando al dios Mitra que mata a un toro blanco.[4]

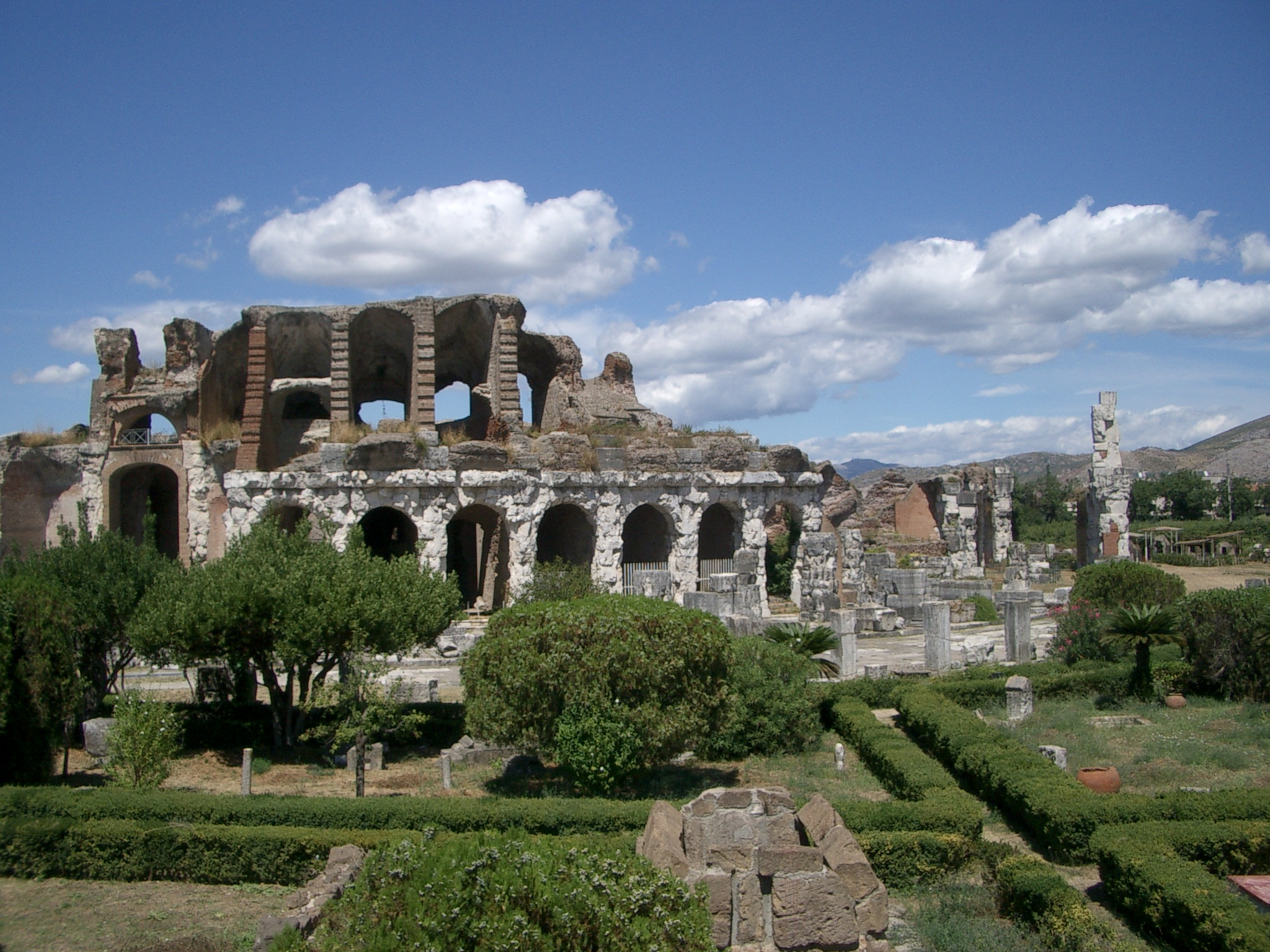
Anfiteatro

En Santa Maria Capua Vetere puede verse también la basílica de Santa Maria Maggiore, fundada, según la tradición, por el papa Símaco en el siglo V. La iglesia tuvo en un principio una sola nave, pero fue ampliada por el príncipe lombardo Arico II en 787. Otra renovación se llevó a cabo en 1666 por el cardenal Roberto Belarmino, con el añadido de dos naves laterales más; su apariencia actual, del barroco tardío, data de las obras de los años 1742-1788, durante las cuales la preciosa zona de mosaicos del ábside fue destruida.
Tres son los museos del municipio: 
- Museo Archeologico dell'Antica Capua
- Museo dei Gladiatori
- Museo Garibaldino

Entre las personalidades ilustres de Santa Maria Capua vetere se encuentra el anarquista Errico Malatesta (1853 - 1932) y el escultor Nicolás Salzillo, (1672-1727), que desarrolló su carrera en España y que fue padre del escultor barroco español Francisco Salzillo.